# Stethynium xenophoni
Stethynium xenophoni är en stekelart som beskrevs av Girault 1938. Stethynium xenophoni ingår i släktet Stethynium och familjen dvärgsteklar. Inga underarter finns listade i Catalogue of Life.